# 小行星5832
小行星5832（英語：5832 Martaprincipe）是一颗围绕太阳公转的小行星。1991年6月15日，埃莉諾·赫琳在帕洛马山发现了此天体。
这颗小行星的绝对星等为262.4926639099692等。